# KF Dukagjini
Klubi Futbollistik Dukagjini Klinë kosovski je nogometni klub iz Kline. Trenutačno se natječe u Nogometnoj Superligi Kosova.

## Klupski uspjesi
- Nezavisna kosovska liga
  - Prvak: 1993./94.